# Cejl (Brno)
Cejl je jedna z páteřních ulic širšího centra Brna, ve čtvrti Zábrdovice. Západním (delším) úsekem leží v městské části Brno-střed a východním v části Brno-sever. Leží ve stopě středověké cesty z města Brna přes osadu Radlas do Zábrdovic, kde se větvila na směry do Husovic a Židenic. Podél ní se vyvinulo stejnojmenné předměstí (později zvané Dolní a Horní Cejl), dnes včleněné do katastrálního území Zábrdovice.

## Historie pojmenování
Název Cejl pochází z německého Zeile, kde má význam „řada, řádek“ a označuje osadu domů postavených v řadě podél ulice. Stejný význam má i první doložený (latinský) název Linea. V 19. století se začal používat název Dolní Cejl (Unter Zeil) na odlišení od mezitím vzniklého Horního Cejlu (oblast dnešní ulice Francouzské).
Roku 1949 byla ulice přejmenována na Gottwaldovu na počest tehdejšího prezidenta Klementa Gottwalda. Roku 1990 byl opět vrácen tradiční název Cejl. Ten ulice nese od Koliště (malý městský okruh) až po Zábrdovický most přes Svitavu.

## Charakter
Cejl je důležitou spojnicí z centra Brna na východ města (Židenice a dále). Projíždí po ní několik tramvajových linek a manipulačně též trolejbusy.
Ulice i přilehlá čtvrť Cejl (katastrálně Zábrdovice) má v brněnském kontextu špatnou pověst, většinově je považován za nevzhlednou, nebezpečnou a sociálně vyloučenou lokalitu.

## Významné budovy a instituce
- Policie České republiky – Městské ředitelství Brno (Cejl 4/6)
- Muzeum loutek (Cejl 27)
- Střední odborná škola managementu a práva, Vranovská (Cejl 61)
- Brněnská káznice (za rohem, ul. Soudní)
- Krajský úřad Jihomoravského kraje – pobočka s některými odbory a odděleními, Krajský živnostenský úřad (Cejl 73)
- Divadlo Neslyším (Cejl 87)
- Finanční úřad Brno II (Cejl 113)

## Galerie

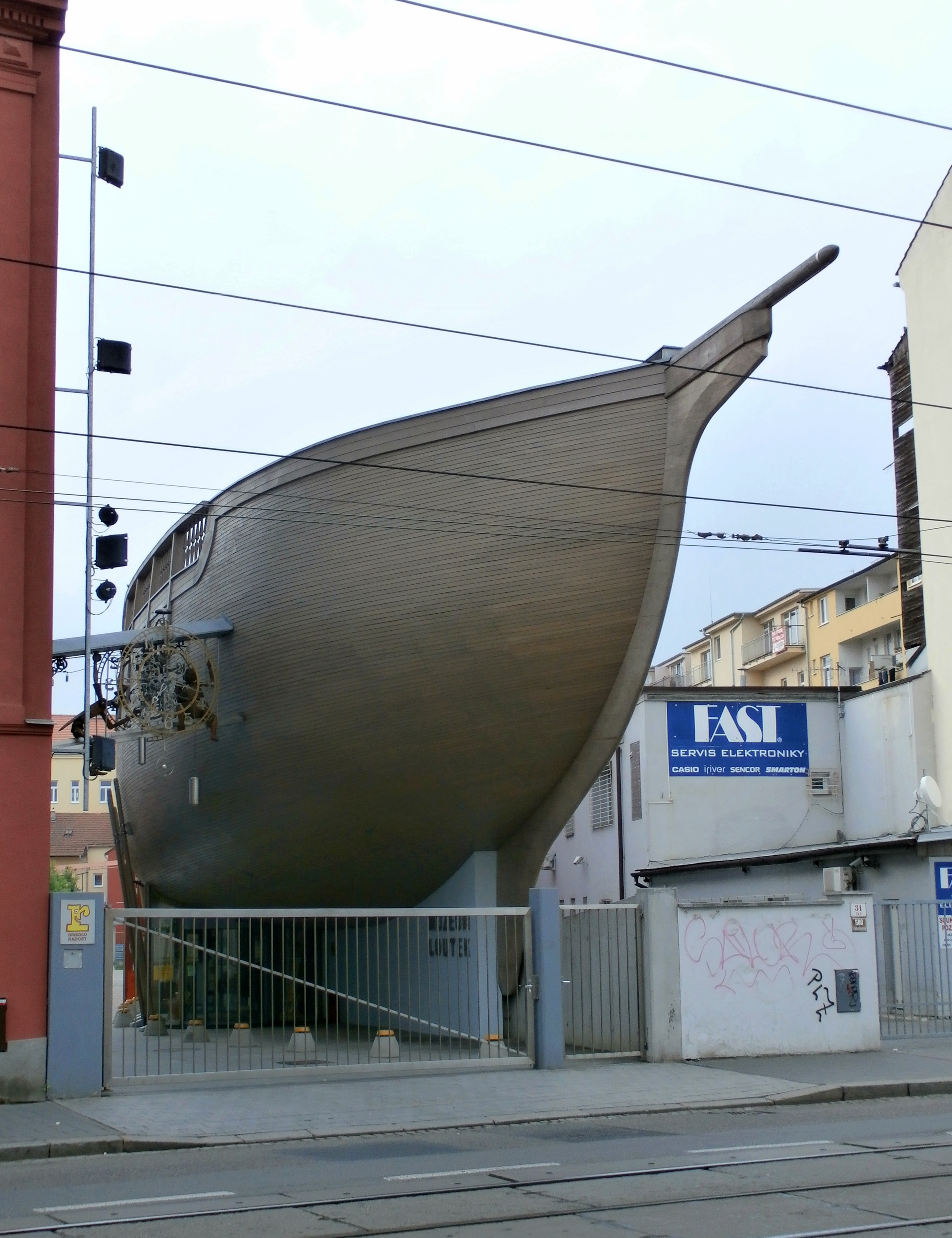
Vstup do Muzea loutek z ulice Cejl
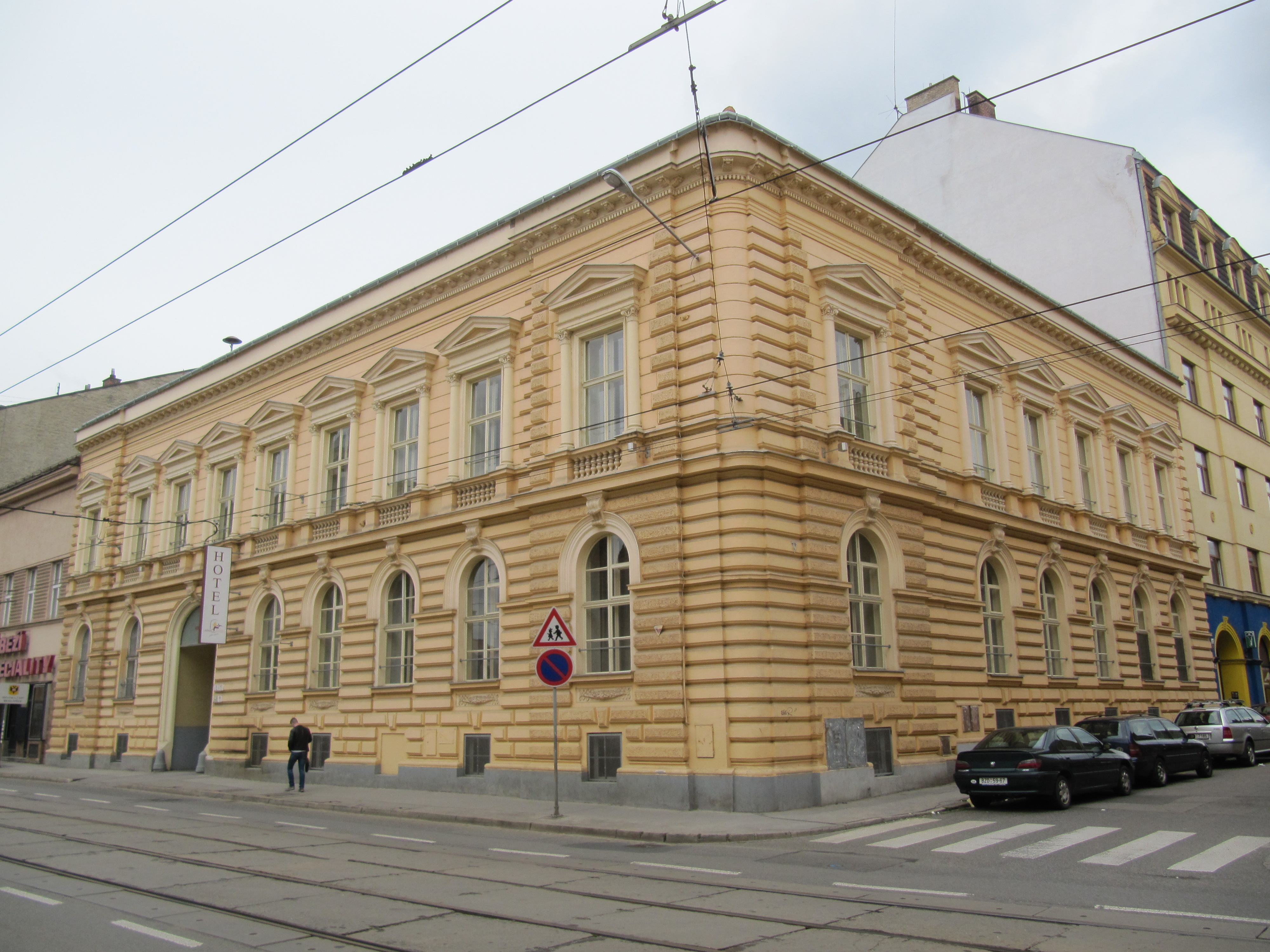
Hotel Apart Suites na rohu ulicí Cejl a Soudní
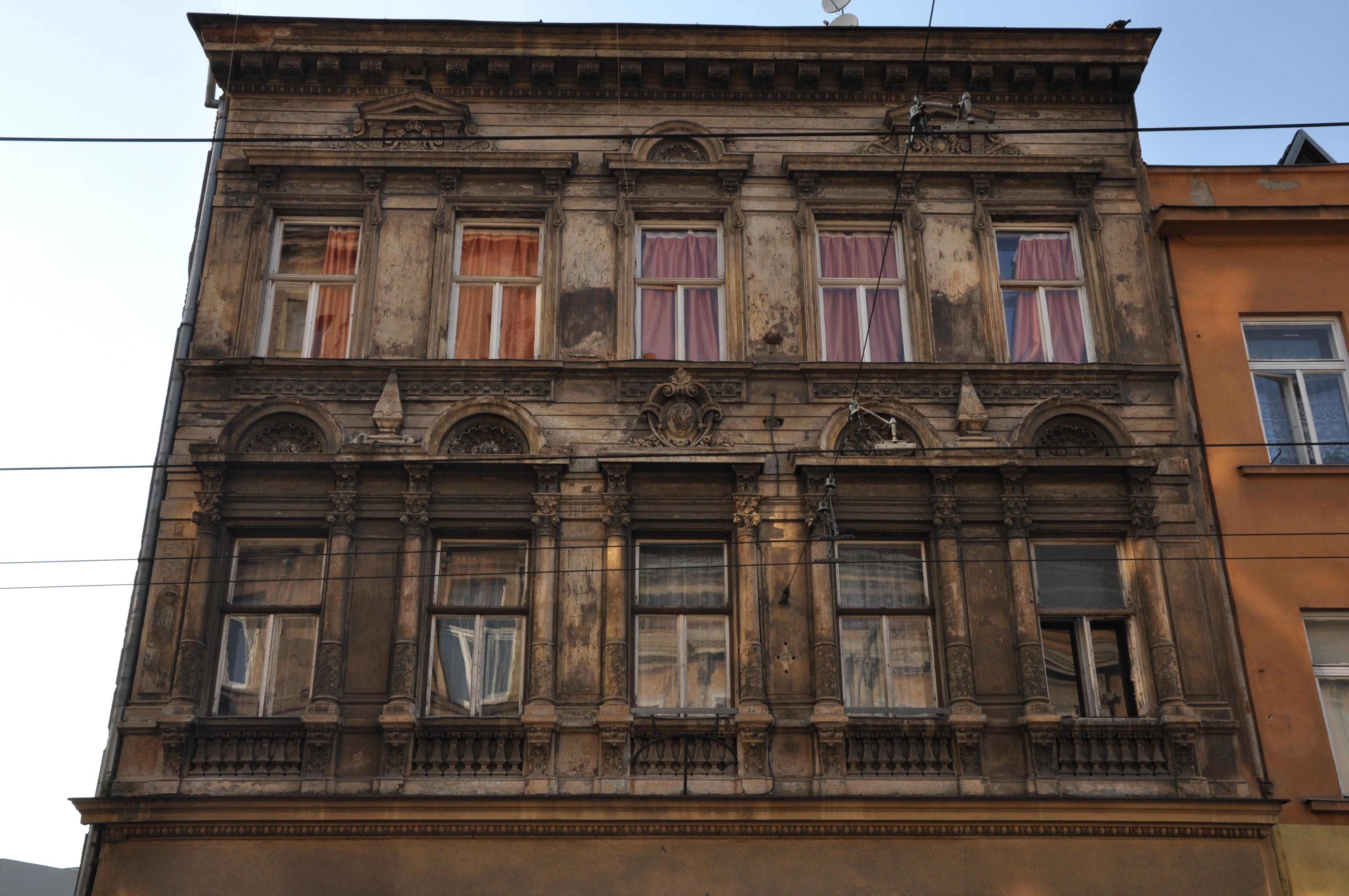
Dům č. 486/17 v roce 2014
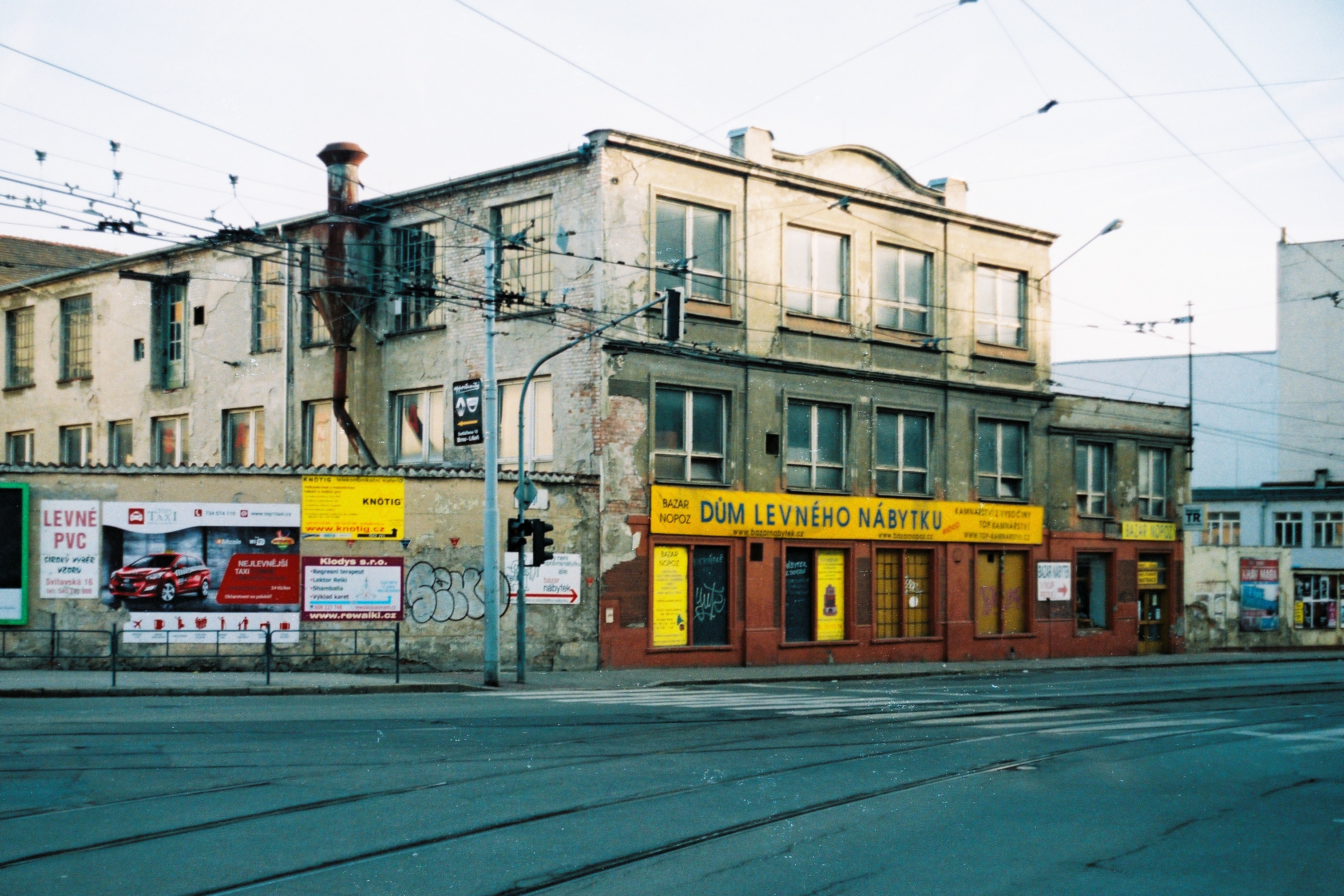
Budova Cejl 29/76
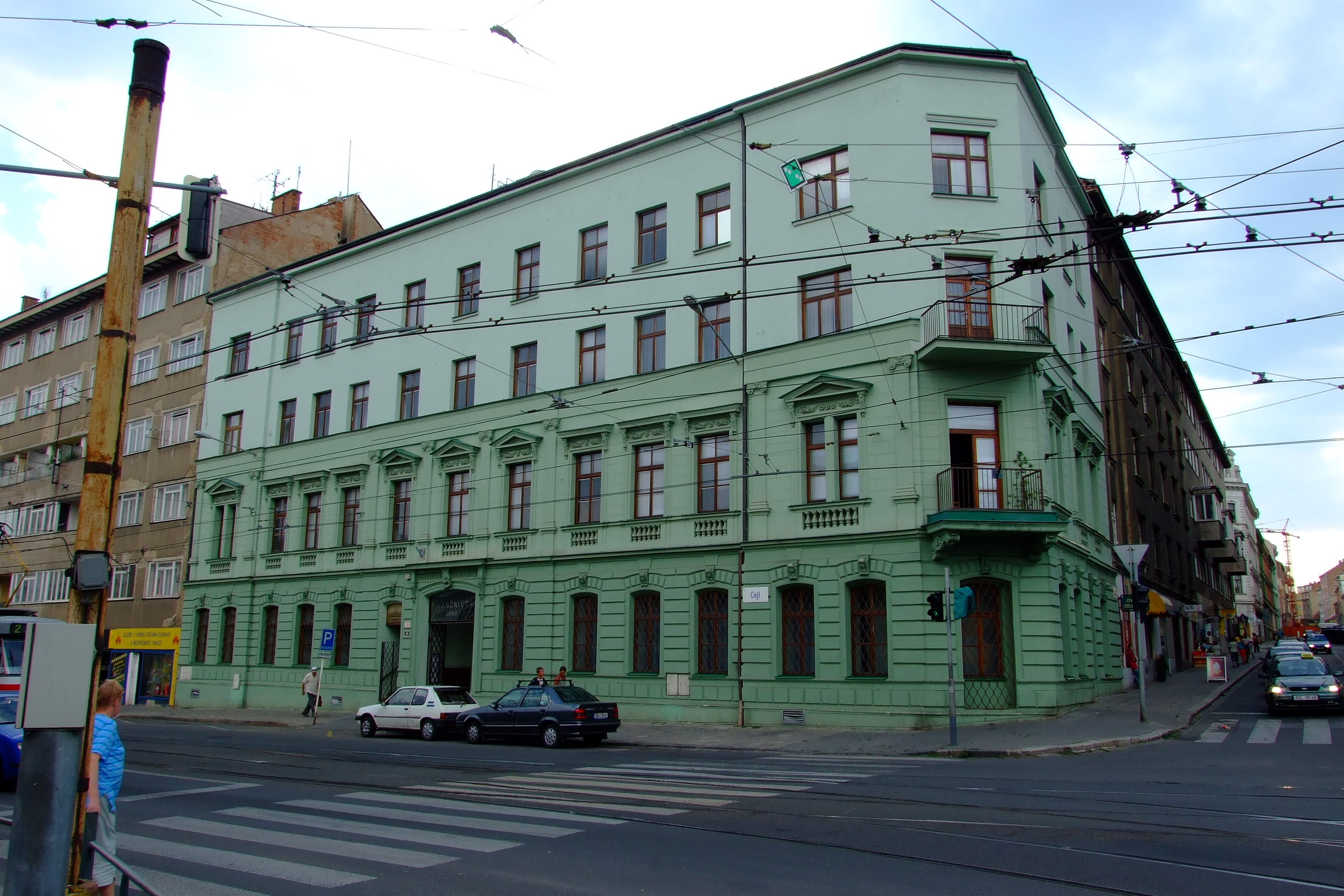
Budova finančního úřadu Brno II na rohu ulic Cejl a Francouzská (Brno)
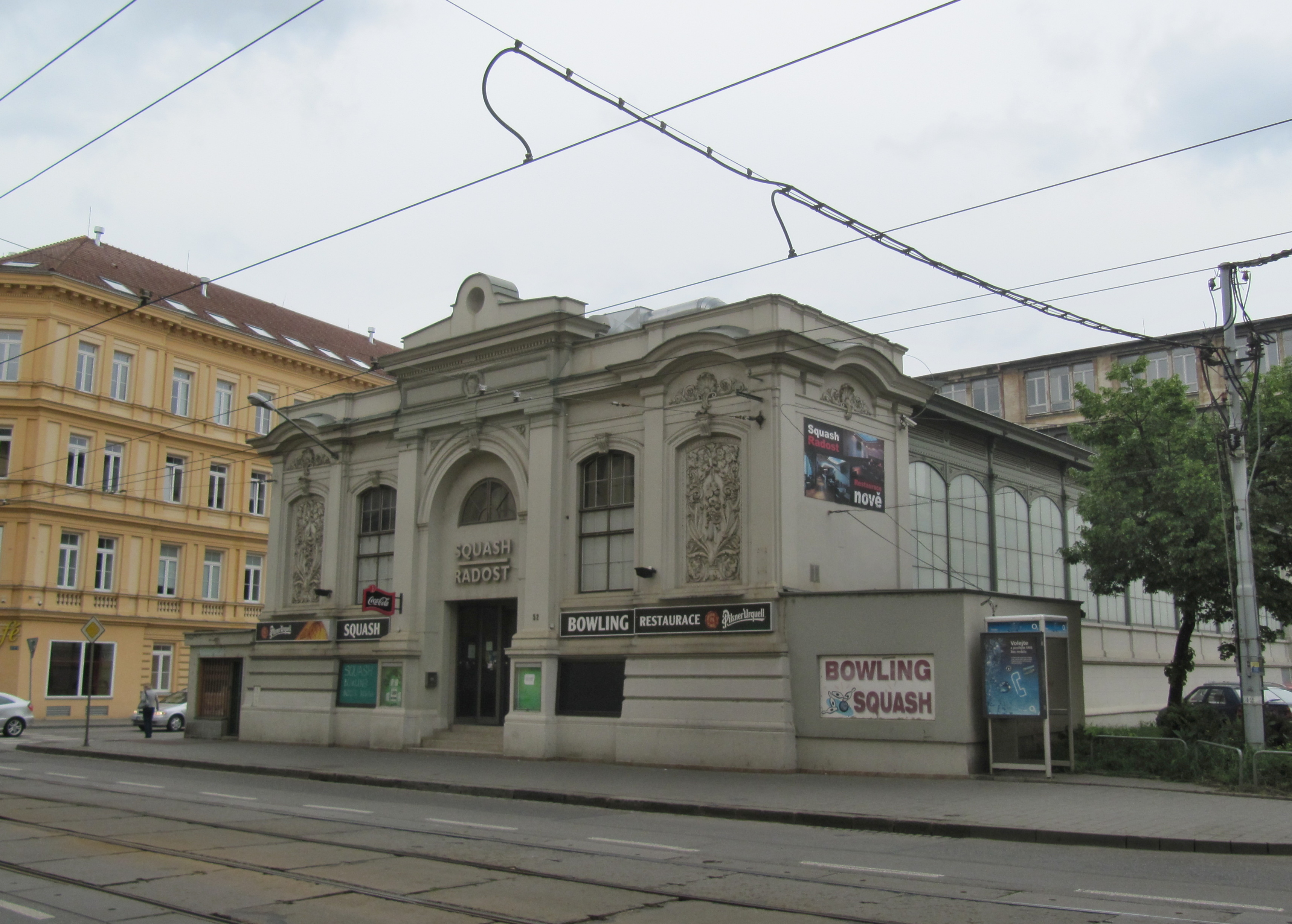
Budova původní městské tržnice z roku 1891 a pozdějšího kina Radost